# 袁宏
袁 宏（えん こう、328年頃 - 376年頃）は、東晋の文人・歴史家。『後漢紀』の編纂者として知られる。字は彦伯。本貫は陳郡陽夏県。後漢末の郎中令の袁渙の六世の孫にあたる。

## 経歴
臨汝県令の袁勗（袁瓌の弟の袁猷の子）の子として生まれた。若くして父を失って家は貧しく、租税の運搬を自ら生業とした。謝尚が牛渚に駐屯していたとき、秋の月夜の機におしのびで船遊びに出かけたところ、袁宏が詩を朗唱しているのに出くわした。謝尚は袁宏が歴史を詠んだ詩作に優れていることを知ると、船に上ってかれを迎え、朝まで寝ずに語り合った。このことから袁宏の評判は日増しに高まった。謝尚が安西将軍・豫州刺史となると、袁宏は召し出されて参軍事となった。
後に大司馬の桓温のもとに転じて、府記室となった。桓温は袁宏の文筆の才能を重んじて、もっぱら書記を総べさせた。ときに「東征賦」を作って、晋期の中興の名臣たちを賞賛したが、桓温の父の桓彝のことに言及していなかった。伏滔が桓温の府にいたため、このことに苦言を呈したが、袁宏は笑って答えなかった。桓温はこれを知って怒り、青山での宴会の帰りに袁宏を車に同乗させて問い詰めた。袁宏は「宣城（桓彝）の節は信義をもって明らかである」と言って、その場を切り抜けた。また「東征賦」は西晋の武将陶侃についても言及しておらず、陶侃の子の陶範（陶胡奴）が刃を抽に袁宏を詰問したが、袁宏が「長沙の勲（陶侃が杜弢の乱を討った功績）は、歴史の賞賛するところである」と答えたので、陶範も刃を収めた。
後に『三国名臣頌』を作って、後漢末から三国時代にかけての名臣たちを賞賛した（『文選』に収録された「序賛」が現存）。また桓温の北伐に従い、『北征賦』を作った。太元初年、東陽で死去した。享年は49。『後漢紀』30巻や『竹林名士伝』3巻、詩・賦・誄・表など雑文およそ300首が世に伝えられた。

## 子女
- 袁超子
- 袁成子
- 袁明子（臨賀郡太守）

## 伝記資料
- 『晋書』巻92 列伝第62

## 日本語訳
- 『後漢紀』明徳出版社「中国古典新書続編」1999

中林史朗・渡邉義浩共訳著（部分訳）、ISBN 4896198220